# Agentes de Medio Ambiente de la Junta de Andalucía
Los Agentes de Medio Ambiente de la Junta de Andalucía son funcionarios de carrera al servicio del ciudadano que desempeñan una doble labor: por una parte la labor técnica y por otra la labor administrativa, custodiando el patrimonio ambiental andaluz. Participan en la investigación y esclarecimiento de delitos ambientales al estar revestidos del carácter de policía judicial genérica.

## Misión de los Agentes de Medio Ambiente de la Junta de Andalucía
Los Agentes de Medio Ambiente andaluces tienen como misión la custodia, protección y vigilancia de bienes e instalaciones de la Junta de Andalucía de naturaleza ambiental, así como la información, asesoramiento y control, formulación de denuncias, asistencia técnica, toma de muestras, confección de censos y cualquier otra acción o actividad en relación con las competencias atribuidas a la Consejería de Medio Ambiente. Conforman la policía administrativa que vela por el cumplimiento de la normativa vigente en materia ambiental, previniendo la aparición de ilícitos administrativos y penales, a la vez que participan con carácter técnico en la gestión y defensa de los recursos naturales, así como en la protección del medio ambiente. En el ejercicio de sus funciones, los Agentes de Medio Ambiente tendrán la consideración de agentes de la autoridad y el carácter de policía judicial genérica al participar en la persecución, investigación y esclarecimiento de delitos ambientales. Los Agentes de Medio Ambiente son los únicos Agentes de la Autoridad uniformados que dependen actualmente de la Junta de Andalucía.

## Origen del colectivo
Largo camino recorrido desde la antigua Guardería Forestal del Estado hasta el actual modelo de Agente de Medio Ambiente.
Los funcionarios actualmente adscritos a la Especialidad Agentes de Medio Ambiente del Cuerpo de Ayudantes Técnicos y a la Opción Guardería Forestal del Cuerpo de Auxiliares Técnicos de la Junta de Andalucía, en adelante genéricamente Agentes de Medio Ambiente, son el resultado de la fusión de otros colectivos que le han precedido en el tiempo y que han confluido en la actual administración andaluza como resultado de los procesos de transferencias y distribución de competencias.
Su núcleo principal proviene del antiguo cuerpo especial de la guardería forestal del estado creado en 1.907 y la Escala de guardería forestal del ICONA, a los que se unieron los agentes de vigilancia y agentes forestales, pertenecientes a la Consejería de Agricultura y Pesca y los agentes de medio ambiente y los auxiliares técnicos medioambientales encuadrados en la extinguida Agencia de Medio Ambiente.
Hasta la consolidación de la administración ambiental andaluza, con la creación en 1994 de la Consejería de Medio Ambiente, el grueso de funciones realizadas por este personal eran las contempladas para el Cuerpo Especial de la Guardería del Estado en el Decreto 2481/1966, de 10 de septiembre y en el Real Decreto 2711/1982, de 24 de septiembre, relacionadas casi exclusivamente con temas forestales, cinegéticos, piscícolas, Espacios Naturales Protegidos y Vías Pecuarias. El carácter horizontal de la administración ambiental ha supuesto que, junto a las tradicionales competencias forestales, aparezcan nuevas funciones relacionadas con temas de conservación de flora y fauna, espacios naturales protegidos, prevención y calidad ambiental y con la zona de servidumbre del dominio público marítimo terrestre, entre otras. Esta expansión de la administración ambiental andaluza conlleva la aparición de todo un corpus normativo novedoso en materia de espacios naturales protegidos y de medio ambiente urbano. Baste recordar al efecto la Ley 2/1989, de 18 de julio, por el que se aprueba el inventario de Espacios Naturales Protegidos de Andalucía y se establecen medidas adicionales para su protección o la Ley 7/1994, de 18 de mayo, de Protección Ambiental. Ambas leyes, junto a la Ley 2/1992, de 15 de junio, Forestal de Andalucía y a la Ley 5/99 de Prevención y Lucha contra Incendios Forestales y posterior desarrollo reglamentario de las mismas, establecen un amplio régimen de autorizaciones y mecanismos de prevención ambiental al que deben someterse las diferentes actuaciones y que se fundamentan en parte, en los informes, actas, denuncias e inspecciones que sobre el terreno realizan los Agentes de Medio Ambiente.
Para responder de una manera más adecuada y eficaz a estas nuevas necesidades de gestión en materia de medio ambiente, la ley 15/2001, de 26 de diciembre, por la que se aprueban medidas fiscales, presupuestarias, de control y administrativas, entre sus previsiones crea la especialidad de agentes de medio ambiente en el cuerpo de ayudantes técnicos de la Junta de Andalucía pero pronto se evidenció que el modelo de agentes de medio ambiente resultante de esta se mostraba insuficiente para atender al reto planteado con la eficacia debida ya que no se conseguían los niveles necesarios de organización y evaluación en el colectivo, no abría posibilidad a la carrera administrativa de los funcionarios ni a la creación de unidades especializadas en los distintos y complejos campos de actividad que se abren a la atención del colectivo, tampoco delimitaba las funciones de los distintos puestos en los que se estructuraba y por el contrario se hacía una relación cerrada y tan pormenorizada de las competencias de los agentes de medio ambiente que de cara al futuro podría dar lugar a que agresiones al medio ambiente quedasen fuera del ámbito de actuación de los mismos.

## Funciones y responsabilidades
A los cometidos tradicionales de gestión de caza y pesca, incendios forestales, desarrollo forestal, etc., se le ha añadido un enorme elenco competencial en el campo de la prevención y calidad ambiental.

### Servicios ofrecidos

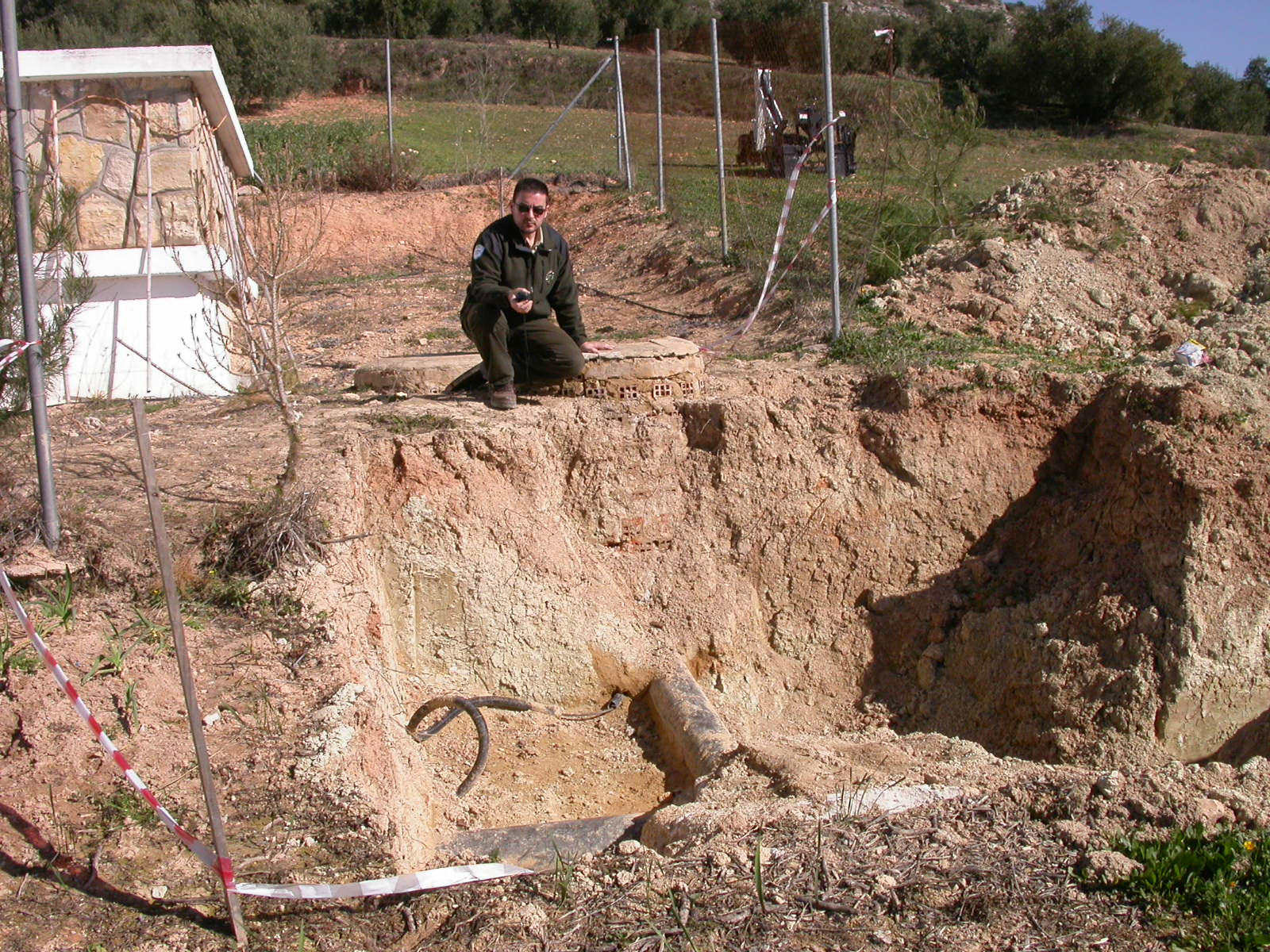
Agente de Medio Ambiente realizando mediciones en obra ilegal en interior de Espacio Natural Protegido.

Las actuaciones de los Agentes de Medio Ambiente se integran en los siguientes servicios:
- Vigilancia: Toda actuación de custodia o seguimiento sobre el medio que no genere informe, denuncia o acta.
- Informes: Actuación que se plasma por escrito para poner en conocimiento algún hecho o dato.
- Actas de inspección: Actuación de reconocimiento que crea un documento normalizado.
- Actas de denuncia: Informe que comunica una posible infracción a la normativa y propone la iniciación de un expediente sancionador.
- Autorizaciones directas: Permisos otorgados de forma inmediata en el terreno.
- Control de condicionados: Acciones encaminadas a la supervisión del cumplimiento de las prescripciones técnicas, impuestas a un determinado trabajo.
- Información a la ciudadanía: Comunicaciones a las personas físicas o jurídicas sobre las distintas temáticas medioambientales, participando sobre los derechos y usos adecuados.
- Asesoramientos técnicos: Orientación pericial ante una determinada actuación.

## Áreas de trabajo
Los servicios descritos anteriormente se concentran en las siguientes áreas de trabajo:

### Gestión específica de los Espacios Naturales Protegidos
En esta área territorial se realizan todos los servicios referenciados, haciéndose especial incidencia en los siguientes puntos:
1. Realizar el control de las actuaciones sometidas al régimen de autorización previa de la Ley 2/1989, de 18 de julio, por la que se aprueba el Inventario de Espacios Naturales Protegidos de Andalucía, y se establecen medidas adicionales para su protección.
2. Realizar actuaciones en suelo no urbanizable sometidas a licencia urbanística.
3. Realizar actuaciones en suelo no urbanizable no sometidas a licencia urbanística.
4. Realizar el seguimiento de los terrenos afectados por resoluciones o sentencias de restauración de la vegetación o del suelo.
5. Realizar otras actuaciones.

### Gestión y desarrollo forestal
En el área del desarrollo forestal, los Agentes, participan de forma directa en el seguimiento, vigilancia y buena ejecución de todas las actuaciones que se relacionan:
1. Realizar actuaciones sometidas al régimen de autorización previa de la Ley 2/1992, de 15 de junio, Forestal de Andalucía.
2. Controlar actuaciones urbanísticas en suelos no urbanizables.
3. Realizar el seguimiento del montaje de infraestructuras (repetidores, puntos de luz).
4. Controlar las ocupaciones y servidumbres.
5. Controlar los planes técnicos de ordenación forestal.
6. Controlar los desbroces.
7. Controlar la buena ejecución de los planes de restauración.
8. Controlar la repoblación.
9. Controlar las cortas y claras.
10. Controlar las podas.
11. Vigilar las mejoras de pastizal.
12. Realizar el seguimiento de la apertura de caminos.
13. Controlar los deslindes y amojonamientos.
14. Realizar la prevención y el tratamiento de plagas.
15. Proporcionar ayudas forestales.
16. Controlar los cambios de uso forestal a agrícola.
17. Controlar el señalamiento y replanteo de obra.
18. Realizar la custodia del paraje.
19. Controlar los aprovechamientos.
20. Realizar el control de obras.
21. Realizar otras actuaciones.

### Prevención, investigación y extinción de los incendios forestales
Frente al fuego, los Agentes de Medio Ambiente, trabajan en tres frentes, la prevención, la extinción y la investigación de causas de los mismos:
1. Realizar las actuaciones de prevención y lucha contra los incendios forestales establecidas en la Ley 5/1999, de 29 de junio, de Prevención y Lucha contra los Incendios Forestales de Andalucía.
2. Controlar la quema de residuos forestales y agrícolas.
3. Prevenir los incendios.
4. Extinguir los incendios.
5. Investigar las causas de los incendios.
6. Controlar las áreas incendiadas.
7. Realizar otras actividades.

### Gestión cinegética
En la actividad cinegética, los Agentes de Medio Ambiente, revisan, inspeccionan e informan todos los tipos de lances, así como los cotos, granjas cinegéticas, repoblaciones, etc.
1. Realizar actuaciones en materia cinegética reguladas en la Ley 8/2003, de 28 de octubre, de la Flora y la Fauna silvestre.
2. Inspeccionar granjas cinegéticas.
3. Controlar sueltas y repoblaciones.
4. Inspeccionar cercados cinegéticos.
5. Revisar la señalización de cotos.
6. Realizar el control de animales asilvestrados.
7. Realizar el control por daños en cultivos.
8. Realizar el seguimiento del ojeo de perdices.
9. Controlar el reclamo de perdiz.
10. Controlar la liebre con galgos.
11. Controlar las monterías.
12. Realizar el seguimiento de batidas, aguardo, gancho y rececho.
13. Controlar la cetrería.
14. Realizar el seguimiento de la captura de fringílidos.
15. Revisar el censo y llevar a cabo el control de poblaciones.
16. Controlar el furtivismo.
17. Inspeccionar las zonas de seguridad.
18. Inspeccionar las zonas de reserva.
19. Realizar actuaciones en materia de taxidermia.
20. Controlar los planes técnicos de caza.
21. Inspeccionar los escenarios de caza.
22. Vigilar el correcto desarrollo de los cursos del cazador.
23. Inspeccionar los campeonatos deportivos.
24. Controlar medios auxiliares de caza.
25. Vigilar el comercio y transporte de especies objeto de caza.
26. Realizar otras actuaciones.

### Gestión de pesca continental
Los Agentes de Medio Ambiente, velan por el control de la pesca continental; vigilando las artes y escenarios de pesca así como los medios e instalaciones relativas a la misma.
1. Realizar actuaciones en materia de pesca continental reguladas en la Ley 8/2003, de 28 de octubre, de la Flora y la Fauna Silvestre.
2. Vigilar los cotos de pesca.
3. Controlar los planes técnicos de pesca.
4. Controlar las instalaciones de acuicultura continental.
5. Vigilar la señalización de cotos.
6. Vigilar las modalidades de pesca.
7. Revisar el censo y llevar a cabo el control de poblaciones.
8. Realizar el control de embarcaciones.
9. Realizar el control del furtivismo.
10. Vigilar las áreas prohibidas.
11. Controlar los escenarios deportivos de pesca.
12. Velar por el control de los campeonatos deportivos.
13. Comercializar y transportar especies objeto de pesca.
14. Velar por el control de repoblaciones.
15. Realizar el seguimiento del curso del pescador.
16. Realizar otras actividades.

### Prevención y calidad ambiental
En el área de la Prevención y Calidad Ambiental, los Agentes de Medio Ambiente, prestan servicio frente a toda fuente de emisión al medio, inspeccionando las industrias y realizando controles periódicos de todas las emisiones, así como cualquier alteración del medio ambiente.
1. Realizar las actuaciones recogidas en los Anexos I y II, de la Ley 7/1994, de 18 de mayo, de Protección Ambiental, así como las autorizaciones de vertidos y las actuaciones en la zona de servidumbre del dominio público marítimo-terrestre reguladas en dicha Ley.
2. Realizar actuaciones sometidas a los procedimientos de prevención ambiental de la Ley 7/94, de Protección Ambiental de Andalucía. Inspeccionar obras de infraestructuras (incluidas las obras de caminos en espacios naturales).
3. Realizar controles sobre actividades industriales potencialmente contaminadoras del medio ambiente.
4. Controlar el desarrollo de los instrumentos de planeamiento urbanístico.
5. Vigilar las instalaciones de tratamiento y gestión de residuos.
6. Inspeccionar las explotaciones mineras.
7. Controlar las balsas industriales y agroalimentarias.
8. Realizar el control de Pequeños Productores de residuos peligrosos.
9. Llevar a cabo el control de Vertidos.
10. Controlar las transformaciones de uso del suelo.
11. Efectuar exámenes, controles, encuestas, tomas de muestras, recogida de información y demás actuaciones que resulten necesarias.
12. Realizar otras actividades.
13. Ley 7/2007 GICA.

### Gestión de las vías pecuarias
En referencia a las vías pecuarias, los Agentes de Medio Ambiente, inspeccionan y controlan toda actividad que se realice en la red de vías pecuarias; participando asimismo en las distintas fases de los procedimientos administrativos que conllevan los deslindes de las mismas.
1. Realizar actuaciones en terrenos de dominio público de Vías Pecuarias reguladas en la Ley 3/1995, de 23 de marzo, de Vías Pecuarias.
2. Controlar las ocupaciones temporales de terrenos de dominio público de vías pecuarias.
3. Inspeccionar los aprovechamientos en terrenos de dominio público de vías pecuarias.
4. Vigilar los deslindes de vías pecuarias.
5. Controlar los usos compatibles y complementarios.
6. Realizar el control de obras.
7. Realizar otras actividades.

### Litoral
1. La vigilancia de la zona litoral, los usos e intervenciones reguladas por la Ley de costas, están supervisadas, inspeccionadas e intervenidas por los Agentes de Medio Ambiente.
2. Realizar actuaciones en zona de servidumbre del dominio público marítimo-terrestre, establecidas en la Ley 22/1988, de 28 de julio, de Costas.
3. Supervisar la ejecución de trabajos, obras, instalaciones, cultivos, plantaciones o talas de árboles, extracciones y descargas de áridos.
4. Inspeccionar los vertidos de residuos sólidos, escombros y aguas residuales.
5. Supervisar la publicidad a través de carteles o vallas o por medios acústicos o audiovisuales.
6. Controlar tendidos aéreos de líneas eléctricas.
7. Vigilar las instalaciones deportivas descubiertas, acampadas, etc.
8. Realizar otras actuaciones.

### Gestión de la flora y la fauna
El control sobre las diversas alteraciones en las poblaciones de la fauna y la flora silvestre, es un área de especial dedicación de los Agentes de Medio Ambiente, vigilando el control de las distintas especies y sus comunidades animales y vegetales, evitando con esto las agresiones a las poblaciones y sus individuos.
1. Realizar las actuaciones cinegéticas sometidas al régimen de autorización previa de la Ley 8/2003, de 28 de octubre, de Flora y Fauna Silvestres.
2. Vigilar, inspeccionar y controlar las especies silvestres y sus hábitats.
3. Intervenir ante el requerimiento de cualquier ciudadano cuando detecte actuaciones prohibidas y peligrosas.
4. Proceder a la retirada de armas u otros medios de captura de animales o plantas.
5. Gestionar el CREA (Centro de Recuperación de Especies Animales).
6. Ejecutar el programa antídoto.
7. Realizar el control de mamíferos.
8. Controlar las aves.
9. Controlar los reptiles.
10. Realizar el control de peces.
11. Realizar el control de vegetales.
12. Controlar la asistencia y recogida de especies.
13. Vigilar los reservorios.
14. Controlar el anillamiento.
15. Vigilar el tráfico de especies amenazadas.
16. Ordenar el cese de cualquier actividad no autorizada.
17. Realizar otras actividades.

### Gestión del uso público
La labor de los Agentes de Medio Ambiente, conlleva la información a la ciudadanía de los derechos, usos y buenas prácticas de las diversas instalaciones del Uso Público en el medio natural.
1. Controlar las adecuaciones recreativas.
2. Vigilar las áreas de acampada.
3. Gestionar el Centro de Información (CRIN).
4. Controlar el aula de naturaleza.
5. Realizar actividades con escolares y estudiantes.
6. Realizar el control de visitantes de espacios naturales protegidos.
7. Desarrollar actividades de educación ambiental.
8. Realizar otras actividades.

### Seguridad y emergencias
Los Agentes de Medio Ambiente, como Agentes de la Autoridad y técnicos del medio natural, colaboran con los distintos cuerpos en los casos de emergencias, catástrofes y accidentes.
1. Colaborar con Protección Civil.
2. Colaborar con Cuerpos y Fuerzas de Seguridad.
3. Realizar actuaciones de Prevención.
4. Participar directamente con el teléfono gratuito de Emergencias de Andalucía 112.

## Requisitos de acceso al cuerpo
Actualmente no se precisan permisos de conducción (automóviles o motocicletas), la tenencia de licencia de armas, o la superación de pruebas físicas para el acceso al Cuerpo de Agentes de Medio Ambiente de Andalucía.
Los requisitos exigidos para el acceso al Cuerpo de Agentes de Medio Ambiente de Andalucía son:
- Poseer la nacionalidad española.[2]
- Tener cumplidos los dieciséis años de edad y no haber alcanzado la edad máxima de jubilación.
- Estar en posesión del título de Bachiller, Técnico,[3] o titulación equivalente, o tener aprobadas las pruebas de acceso a la Universidad para mayores de 25 años. Las titulaciones obtenidas en el extranjero deberán justificarse con la documentación que acredite su homologación.
- No padecer enfermedad ni estar afectado/a por limitación física o psíquica que sea incompatible con el desempeño de las correspondientes funciones.
- No haber sido separado/a, mediante expediente disciplinario, del servicio de cualquiera de las Administraciones Públicas, ni hallarse inhabilitado/a para el desempeño de funciones públicas.
- Haber abonado la correspondiente tasa de inscripción en el proceso selectivo.